# Reza por tu alma... y muere
Reza por tu alma... y muere (Arriva Sabata!) es un spaghetti western del año 1970 dirigido por el argentino Tulio Demicheli y con actuación de Peter Lee Lawrence y Antonio de Teffé.

## Argumento
Sabata y Mangusta está a punto de robar un banco. Entonces el impetuoso Peter los persuade para atacar una diligencia que transporta 300.000 dólares. Sin embargo, tiene un desafortunado encuentro con Garfield, con el que Peter ya ha tenido algún desencuentro...